# Кинья-Абыз
Кинья́-Абы́з (баш. Кинйәабыҙ) — деревня в Куюргазинском районе Башкортостана, входит в состав Свободинского сельсовета.

## Географическое положение
Расстояние до:
- районного центра (Ермолаево): 33 км,
- центра сельсовета (Свобода): 5 км,
- ближайшей ж/д станции (Ермолаево): 33 км.

## История
Деревня Кинзево (Кинзебызово) известна с весны 1770 г. Её основал старшина Бушман-Кипчакской волости Кинзя Арсланов, ставший в последней в истории России крестьянской войне выдающимся сподвижником Емельяна Пугачева. Его отец жил в д. Арсланово (Танып). По родословной Кинзя имеет прямую родственную связь с половцем-кипчаком Бушманом (Бачманом) — руководителем башкирско-монгольской войны и организатором сопротивления башкир против монгольского завоевания в низовьях р. Волга. О нем говорится в башкирском предании и в рассказе персидского историка Джувейни.
Название деревни происходит от имени первопоселенца и слова «абыз» — учитель, ученый, как называли современники Кинзю.
В годы Крестьянской войны под предводительством Е. Пугачева д. Кинзино оказалась в орбите военных событий.
После поражения повстанцев под Сакмарским городком 1—2 апреля 1774 г. в критические для них дни по совету главного полковника Кинзи Арсланова Пугачев с небольшим отрядом направился в Башкирию, где Кинзя обещал ему, что «через десять дней хоть десять тысяч своих башкирцев поставлю». Чтобы уйти от преследования, Пугачеву нужно было некоторое время, пока не соберутся новые силы, скрываться в доме Кинзи Арсланова в д. Кинзеабызово. Собрав новые силы, повстанцы во главе с Пугачевым двинулись на Воскресенский, Авзя-но-Петровский, Белорецкий заводы и дальше. Башкирия становится новым мощным центром восстания.
В 1795 в 18 дворах проживало 130 чел., в 1866 в 50 дворах — 242 человека. Занимались скот‑вом, земледелием. Была мечеть. В 1900 отмечена также водяная мельница.
В 1834—1850 гг. возникла деревня под названием Кинзеабызово 2-е. Являлась хутором коренной деревни.  Расстояние между Кинзебызово 1-е и Кинзебызово 2-е — около трех километров.
Кинзебызово 1-е упразднена в 1989 году. 10 сентября 2007 года Кинзебызово 2-е переименована в Кинья-Абыз.
До 19.11.2008 г. входила в Абдуловский сельсовет, расформированный согласно Закону Республики Башкортостан от 19.11.2008 г. N 49-З «Об изменениях в административно-территориальном устройстве Республики Башкортостан в связи с объединением отдельных сельсоветов и передачей населённых пунктов».

## Население
| 2002 | 2009 | 2010 |
| ---- | ---- | ---- |
| 157  | ↗182 | ↘147 |

## Известные уроженцы
- Арасланов, Гафиатулла Шагимарданович (20 сентября 1915 — 5 января 1945) — советский военнослужащий, майор, командир танкового батальона, Герой Советского Союза[8].
- Биктимиров, Салман Галиахметович (14 августа 1913 — 24 февраля 1971) — старший сержант Рабоче-крестьянской Красной армии, участник Великой Отечественной войны, Герой Советского Союза[9].
- Кинзя Арсланов (1723—1774?) — основатель аула (1770 год), один из руководителей Крестьянской войны 1773—75 гг.[10]

## Достопримечательности
- Музей Кинзи Арсланова — муниципальное бюджетное учреждение культуры и искусства[11][12].

 
В постановлении Совета Министров РБ от 23.12.1992 г. № 403 "О строительстве дома-музея Кинзи Арсланова в д. Кинзебызово Кумертауского района" говорится: 
Деревня Кинзебызово Кумертауского района является Родиной трех Героев Советского Союза — Гафията Арсланова, Сальмана Биктимирова, Хасана Гайсина, а также сподвижника Емельяна Пугачева Кинзи Арсланова.
Благодаря мерам, принятым в соответствии с Постановлениями Совета Министров Республики Башкортостан от 13 мая 1982 года № 284, от 2 августа 1985 года № 125, от 13 сентября 1989 года № 180 осуществлена комплексная застройка деревни.

Вместе с тем для завершения этой работы необходимо проектировать и построить музей Кинзи Арсланова с клубом на 150 мест.